# Curtina
Curtina ist eine kleine Stadt in Uruguay.

## Geographie
Sie befindet sich auf dem Gebiet des Departamento Tacuarembó in dessen Sektor 2, wenige Kilometer östlich der Grenze zum Nachbardepartamento Salto. Sie liegt dabei rund 50 Kilometer südlich der Departamento-Hauptstadt, mit der sie über die Ruta 5 verbunden ist. Die Entfernung zur Landeshauptstadt Montevideo beträgt 336 Kilometer, bis zum an der brasilianischen Grenze gelegenen Rivera sind es 124 Kilometer. Im Süden Curtinas führt der Arroyo Malo vorbei, an dem sich dort der Paso Colman befindet. Nördlich der Ortschaft erstreckt sich die Cuchilla Aguará. Hier liegt der Cerro Arbolito. Das westlich gelegene Gebiet wird als Cuchilla Divisoria bezeichnet, während die Landschaft südlich der Ruta 5 den Namen Cuchilla de la Pampa trägt. Dort fließt mit dem Arroyo Calengo ein rechtsseitiger Nebenfluss des Arroyo Malo.

## Geschichte
Curtina, ursprünglich als San Máximo bekannt, wurde durch gesetzlichen Erlass (Ley 3.189) und die damit erfolgende offizielle Einstufung in den Status "Pueblo" am 5. Juli 1907 aufgrund privater Initiative gegründet. Vormals bildete sie den Hauptort der Sección Judicial Arroyo Malo.

## Infrastruktur
An das Straßenverkehrsnetz und somit auch das überregionale Busliniennetz ist Curtina über die Ruta 5 angeschlossen, an deren Kilometerpunkt 334 sie liegt. Der mit der Wasserversorgung, dem Elektrizitäts- sowie Telefonnetz verbundene Ort verfügt sowohl über zwei Bildungseinrichtungen als auch eine Polizeistation, eine Poliklinik, eine Postagentur, drei sakrale Gebäude und einen Friedhof. Ein Fußballplatz ist ebenfalls vorhanden.

## Wirtschaft
Curtina liegt in einer Region, in der die Forstwirtschaft den Hauptwirtschaftszweig darstellt.

## Einwohner
Curtina hat 1.037 Einwohner (Stand: 2011), davon 534 männliche und 503 weibliche.
| Jahr | Einwohner |
| ---- | --------- |
| 1908 | 3.666     |
| 1963 | 806       |
| 1975 | 732       |
| 1985 | 651       |
| 1996 | 843       |
| 2004 | 1.029     |
| 2011 | 1.037     |

Quelle:

## Söhne und Töchter der Stadt
- Numa Moraes, Musiker
- Guillermo Castro Duré, Musiker